# Шмидхубер, Герхард
Герхард Шмидхубер (нем. Gerhard Schmidhuber; 9 апреля 1894, Дрезден — 11 февраля 1945, Будапешт) — военачальник нацистской Германии, генерал-майор вермахта. В годы Второй мировой войны — командующий 13-й танковой дивизии.

## Биография
Поступил добровольцем на службу в саксонскую королевскую армию до начала Первой мировой войны.
В 1914 году отличился в боевых действия, за что в 1914 году был награждён Железным крестом (1914) второго, а затем первого класса.
В 1920 года уволен из армии. В октябре 1933 года вновь поступил на воинскую службу в Дрездене.
Начало Второй мировой войны встретил майором, командиром батальона. Участник польской кампании вермахта (1939). Позже, вторжения во Францию и Югославию.
С июня 1941 года участник войны против Советского Союза. С 1 июля 1941 года был произведен в подполковники. С 1 апреля 1942 года — полковник.
В июле 1943 года был назначен командиром 304 моторизованного полка. Сражался в Орловской области, в сентябре 1943 года — участвовал тяжелых оборонительных боях к северу от Киева. 2 мая 1944 года был назначен заместителем командира 7-й танковой дивизии.
9 сентября 1944 года Шмидхубер был назначен командиром 13-й танковой дивизии, в составе которой более 2-х месяцев участвовал в битве за Будапешт. С 1 октября 1944 года — генерал-майор.
Во время боёв за Будапешт, через венгерского фашиста Рала Шалая поддерживал контакт со шведским дипломатом Раулем Валленбергом, который участвовал в спасении десятков тысяч венгерских евреев от уничтожения во время Холокоста. Под давлением Валленберга, Шмидхубер не допустил ликвидации будапештского гетто.
Шмидхубер был убит в ходе боя 11 февраля 1945 года за несколько часов до взятия Будапешта частями Рабоче-крестьянской Красной армии.

## Награды
- Железный крест (1914) 2-го и 1-го класса (Королевство Пруссия)
- Почётный крест Первой мировой войны 1914/1918 с мечами (1934)
- Пряжка к Железному кресту 2-го класса (29 сентября 1939)
- Пряжка к Железному кресту 1-го класса (24 июня 1940)
- Свидетельство о признании заслуг Верховного Главнокомандующего Вооруженных Сил (10 октября 1941)
- Нагрудный знак «За танковую атаку» в бронзе (10 декабря 1941)
- Немецкий крест в золоте (28 февраля 1942)
- Нагрудный знак «За ранение» в серебре (7 апреля 1942)
- Медаль «За зимнюю кампанию на Востоке 1941/42» (1942)
- Рыцарский крест Железного креста с дубовыми листьями
  - рыцарский крест (18 октября 1943)
  - дубовые листья (21 января 1945)
- Нагрудный знак «За ближний бой» в бронзе (2 ноября 1943)
- Упоминание в Вермахтберихте вермахта (20 декабря 1944)